# Aldea del Obispo (kommunhuvudort)
Aldea del Obispo är en kommunhuvudort i Spanien.   Den ligger i provinsen Provincia de Salamanca och regionen Kastilien och Leon, i den västra delen av landet, 260 km väster om huvudstaden Madrid. Aldea del Obispo ligger 685 meter över havet och antalet invånare är 401.
Terrängen runt Aldea del Obispo är platt. Runt Aldea del Obispo är det mycket glesbefolkat, med 5 invånare per kvadratkilometer. Närmaste större samhälle är Fuentes de Oñoro, 12,9 km söder om Aldea del Obispo. Omgivningarna runt Aldea del Obispo är huvudsakligen savann.